# Royal Rumble (2025)
Royal Rumble (2025), также рекламируемый как «Royal Rumble: Indianapolis» - прошедшее событие в профессиональном рестлинге, организованное WWE. Это стало 38-й ежегодный Royal Rumble, которое прошло в субботу, 1 февраля 2025 года, на Лукас Ойл Стэдиум в Индианаполисе, штат Индиана, и станет первым Royal Rumble, который не будет проходить в январе. Мероприятие транслировалось в формате pay-per-view (PPV) и livestreaming, в нем приняли участие рестлеры из дивизионов Raw, SmackDown и NXT. Это также стало первое событие WWE в формате pay-per-view, которое будет транслироваться на Netflix на большинстве рынков за пределами США, после перехода WWE Network на этот сервис в январе 2025 года.
В основе мероприятия лежит матч Royal Rumble, победитель которого традиционно получает матч за звание чемпиона мира на шоу WrestleMania в этом году. В событии 2025 года победители среди мужчин и женщин получат возможность выбрать, за какое чемпионство побороться на WrestleMania 41. Победитель среди мужчин может выбрать Чемпионство мира в тяжелом весе Raw или Неоспоримое чемпионство WWE SmackDown, а среди женщин - Чемпионство мира среди женщин Raw или Чемпионство WWE среди женщин на SmackDown.

## Производство

### Предыстория
Royal Rumble - ежегодное событие в профессиональном рестлинге, которое WWE проводила каждый январь с 1988 года. Это одно из пяти крупнейших событий года, наряду с WrestleMania, SummerSlam, Survivor Series и Money in the Bank, называемое «Большой пятеркой». Концепция мероприятия основана на матче Royal Rumble - модифицированная королевская битва, в котором участники выходят на ринг не одновременно, а через определенные промежутки времени.
С момента основания мероприятия в 1988 году и до 2024 года Royal Rumble проводился ежегодно в конце января. 24 июня 2024 года WWE объявила о сотрудничестве с Indiana Sports Corp., согласно которому в 2025 году Royal Rumble, а также будущая WrestleMania и будущий SummerSlam пройдут на Лукас Ойл Стэдиум в Индианаполисе, штат Индиана. Дата проведения 38-го ежегодного Royal Rumble была объявлена на субботу, 1 февраля, что стало первым Royal Rumble, проведенным не в январе. В нем примут участие рестлеры из дивизионов Raw и SmackDown. Помимо традиционной трансляции по всему миру в формате pay-per-view (PPV), он будет доступен для прямой трансляции на канале Peacock в США и Netflix на большинстве других международных рынках, став первым PPV и прямой трансляцией WWE на Netflix после слияния WWE Network с этим сервисом в январе 2025 года. Билеты поступили в продажу 15 ноября 2024 года.
В матче Royal Rumble обычно участвуют 30 рестлеров, а победитель традиционно получает право на матч за чемпионство мира на шоу WrestleMania в этом году. В 2025 году мужчины и женщины могут выбирать, за какое чемпионство мира бороться на WrestleMania 41; мужчины могут выбрать Чемпионство мира в тяжёлом весе Raw или Неоспоримое чемпионство WWE на SmackDown, а женщины - Чемпионство мира среди женщин Raw и Чемпионство WWE среди женщин SmackDown.

### Сюжетные линии
В рамках мероприятия пройдут матчи, которые станут результатом сюжетных линий. Результаты матчей предопределяются сценаристами WWE на брендах Raw и SmackDown, а сюжетные линии создаются на еженедельных телешоу WWE Monday Night Raw и Friday Night SmackDown.
13 ноября 2024 года было объявлено, что Джон Сина примет участие в Royal Rumble, что, в свою очередь, станет его последним выступлением на Royal Rumble, так как на 2024 Money in the Bank Сина объявил, что закончит свою карьеру в конце 2025 года. В настоящее время неизвестно, будет ли Сина участвовать в одноименном матче или в другом поединке карда.
На Bad Blood в октябре неоспоримый чемпион WWE Коди Роудс оставил в стороне свои разногласия с давним соперником Романом Рейнсом чтобы принять участие в матче с Bloodline (Соло Сикоа и Джейкоб Фату), в котором победили Роудс и Рейнс. После шоу, фанаты засняли конфликт Кевина Оуэнса с Роудсом на парковке, когда тот заходил в свой автобус, в результате чего Оуэнс напал на Роудса и стал хилом. Оуэнс расценил объединение Роудса с Рейнсом как предательство из-за прошлых проблем Оуэнса с Рейнсом и оригинальной Bloodline. В итоге Роудс и Оуэнс встретились за титул на шоу Saturday Night's Main Event 14 декабря, и из-за ретро-тематики мероприятия 1980-х годов Роудс надел пояс чемпиона WWE в виде крылатого орла. Во время матча Оуэнс провел «Stunner» на Роудса, в результате чего случайно выбил рефери за пределы ринга. Пока рефери был в отключке, Оуэнс схватил стул и попытался атаковать Роудса, но Роудс схватил стул и провел «Cross Rhodes» Оуэнсу на стул. Впоследствии рефери пришел в себя и засчитал удержание, таким образом, Роудс сохранил титул. После того, как событие вышло в эфир, Оуэнс провёл «Package Piledriver» Роудсу и украл пояс Крылатого орла, заявив, что он «настоящий чемпион». На эпизоде SmackDown 27 декабря генеральный менеджер бренда Ник Алдис потребовал, чтобы Оуэнс вернул пояс Крылатого орла или он будет уволен. Оуэнс заявил, что вернет его только в том случае, если получит матч-реванш с Роудсом. Алдис отказался и заявил, что это требование не подлежит обсуждению. Роудс прервал это и заявил, что хочет отомстить Оуэнсу и забрать пояс себе, тем самым вызвав Оуэнса на матч-реванш в формате лестничного матча на Royal Rumble с подвешенными над рингом поясами Неоспоримого чемпиона и Крылатого орла, который Алдис сделал официальным.

## Результаты матчей
| №                               | Результаты | Условия | Время   |
| ------------------------------- | --- | --- | ------- |
| 1                               | Шарлотт Флэр выиграла устранив последнюю Роксану Перес                                                             | Женский Матч Royal Rumble на 30 женщин за матч за чемпионство мира на WrestleMania 41                                        | 1:10:20 |
| 2                               | #DIY (Джонни Гаргано и Томмасо Чиампа) (ч) победили Пулемётов из Города Моторов (Алекса Шелли и Криса Сейбина) 2:1 | Матч два из трех удержаний за Командное чемпионство WWE SmackDown                                                            | 14:00   |
| 3                               | Коди Роудс (ч) победил Кевина Оуэнса сняв оба титула                                                               | Лестничный матч за Неоспоримое чемпионство WWE Титул Неоспоримого чемпиона и титул Крылатого Орла будут подвешены над рингом | 25:05   |
| 4                               | Джей Усо выиграл устранив последнего Джона Сину                                                                    | Мужской Матч Royal Rumble на 30 мужчин за матч за чемпионство мира на WrestleMania 41                                        | 1:20:15 |
| - (ч) – чемпион на начало матча | | |         |

## Выход участников

### Мужской матч Royal Rumble
— Raw
     — SmackDown
     — NXT
     – Член Зала Славы WWE
     – Приглашённый участник
     — TNA
     — Без бренда
     — Победитель
| №  | Рестлер                    | Бренд                 | № выбывания | Кем выбит                        | Время на ринге | Количество выбытых |
| -- | -------------------------- | --------------------- | ----------- | -------------------------------- | -------------- | ------------------ |
| 1  | Рей Мистерио               | Raw и Зал Славы       | 6           | Джейкобом Фату                   | 24:41          | 0                  |
| 2  | Пента                      | Raw                   | 14          | Финном Балором                   | 42:05          | 1                  |
| 3  | Чад Гейбл                  | Raw                   | 5           | Джейкобом Фату                   | 21:38          | 0                  |
| 4  | Кармело Хейс               | SmackDown             | 1           | Броном Брейккером                | 06:59          | 0                  |
| 5  | Сантос Эскобар             | SmackDown             | 2           | Броном Брейккером                | 05:42          | 0                  |
| 6  | Отис                       | Raw                   | 3           | Броном Брейккером и IShowSpeedом | 09:43          | 1                  |
| 7  | Брон Брейккер              | Raw                   | 12          | Роман Рейнсом                    | 22:26          | 3                  |
| 8  | IShowSpeed                 | Приглашённый участник | 4           | Отисом (за рингом)               | 00:56          | 1                  |
| 9  | Шимус                      | Raw                   | 10          | Роман Рейнсом                    | 15:38          | 0                  |
| 10 | Джимми Усо                 | SmackDown             | 13          | Джейкобом Фату                   | 15:34          | 0                  |
| 11 | Андраде                    | SmackDown             | 7           | Джейкобом Фату                   | 03:17          | 0                  |
| 12 | Джейкоб Фату               | SmackDown             | 16          | Броном Строуменом                | 24:16          | 4                  |
| 13 | Людвиг Кайзер              | Raw                   | 8           | Пентой                           | 00:06          | 0                  |
| 14 | Миз                        | SmackDown             | 9           | Романом Рейнсом                  | 05:25          | 0                  |
| 15 | Джо Хендри                 | TNA                   | 11          | Романом Рейнсом                  | 03:35          | 0                  |
| 16 | Роман Рейнс                | SmackDown             | 26          | Си Эм Панком                     | 37:15          | 4                  |
| 17 | Дрю Макинтайр              | Raw                   | 21          | Дамианом Пристом                 | 26:55          | 0                  |
| 18 | Финн Балор                 | Raw                   | 18          | Джоном Синой                     | 11:10          | 1                  |
| 19 | Шинске Накамура            | SmackDown             | 15          | Джеем Усо                        | 03:17          | 0                  |
| 20 | Джей Усо                   | Raw                   | —           | Победитель                       | 36:59          | 3                  |
| 21 | Эй Джей Стайлз             | SmackDown             | 24          | Логаном Полом                    | 21:02          | 1                  |
| 22 | Брон Строумэн              | SmackDown             | 17          | Джоном Синой                     | 02:12          | 1                  |
| 23 | Джон Сина                  | Без бренда            | 29          | Джеем Усо                        | 30:31          | 3                  |
| 24 | Си Эм Панк                 | Raw                   | 27          | Логаном Полом                    | 18:46          | 2                  |
| 25 | Сет "Фрикин" Роллинс       | Raw                   | 25          | Си Эм Панком                     | 17:14          | 0                  |
| 26 | "Грязный" Доминик Мистерио | Raw                   | 19          | Дэмиеном Пристом                 | 04:09          | 0                  |
| 27 | Сэми Зейн                  | Raw                   | 20          | Джеем Усо                        | 05:22          | 0                  |
| 28 | Дамиан Прист               | SmackDown             | 22          | Эл Эй Найтом                     | 06:14          | 2                  |
| 29 | Эл Эй Найт                 | SmackDown             | 23          | Эй Джей Стайлзом                 | 05:06          | 1                  |
| 30 | Логан Пол                  | Raw                   | 28          | Джоном Синой                     | 11:19          | 2                  |

### Женский матч Royal Rumble
— Raw
     — SmackDown
     — NXT
     – Член Зала Славы WWE
     — TNA
     — Без бренда
     — Победитель
| №  | Рестлер         | Бренд      | № выбывания | Кем выбита                                 | Время на ринге | Количество выбытых |
| -- | --------------- | ---------- | ----------- | ------------------------------------------ | -------------- | ------------------ |
| 1  | Ийо Скай        | Raw        | 21          | Наей Джакс                                 | 1:06:45        | 1                  |
| 2  | Лив Морган      | Raw        | 24          | Наей Джакс                                 | 1:07:00        | 2                  |
| 3  | Роксана Перес   | NXT        | 29          | Шарлотт Флэр                               | 1:07:47        | 1                  |
| 4  | Лайра Валькирия | Raw        | 2           | Айви Нил                                   | 16:13          | 0                  |
| 5  | Челси Грин      | SmackDown  | 9           | Пайпер Нивен                               | 26:52          | 2                  |
| 6  | Би-Фаб          | SmackDown  | 1           | Челси Грин                                 | 07:20          | 0                  |
| 7  | Айви Нил        | Raw        | 3           | Макссин Дюпри                              | 16:29          | 1                  |
| 8  | Зои Старк       | Raw        | 5           | Бьянкой Белэйр и Наоми                     | 16:58          | 1                  |
| 9  | Лэш Лэдженд     | NXT        | 8           | Челси Грин                                 | 17:22          | 0                  |
| 10 | Бьянка Белэйр   | SmackDown  | 23          | Наей Джакс                                 | 49:17          | 1                  |
| 11 | Шейна Бэйзлер   | Raw        | 6           | Бэйли                                      | 10:12          | 1                  |
| 12 | Бэйли           | Raw        | 26          | Никки Беллой                               | 46:59          | 1                  |
| 13 | Соня Девилль    | Raw        | 7           | Ийо Скай                                   | 06:04          | 1                  |
| 14 | Максин Дюпри    | Raw        | 4           | Шейной Бэйзлер, Соней Девилль и Зоей Старк | 01:20          | 1                  |
| 15 | Наоми           | SmackDown  | 20          | Наей Джакс                                 | 38:04          | 1                  |
| 16 | Джайда Паркер   | NXT        | 10          | Джординн Грейс                             | 06:54          | 0                  |
| 17 | Пайпер Нивен    | SmackDown  | 14          | Шарлотт Флэр                               | 24:10          | 1                  |
| 18 | Наталья         | Raw        | 11          | Лив Морган                                 | 17:14          | 0                  |
| 19 | Джординн Грейс  | Без бренда | 15          | Джулией                                    | 22:41          | 1                  |
| 20 | Мичин           | SmackDown  | 13          | Шарлотт Флэр                               | 16:59          | 0                  |
| 21 | Алекса Блисс    | Без бренда | 12          | Лив Морган                                 | 11:01          | 0                  |
| 22 | Зелина Вега     | SmackDown  | 16          | Наей Джакс                                 | 18:04          | 0                  |
| 23 | Кэндис Ле Рей   | SmackDown  | 17          | Триш Стратус                               | 16:32          | 0                  |
| 24 | Стефани Вакер   | NXT        | 19          | Наей Джакс                                 | 19:02          | 0                  |
| 25 | Триш Стратус    | Зал Славы  | 18          | Наей Джакс                                 | 13:13          | 1                  |
| 26 | Ракель Родригес | Raw        | 22          | Наей Джакс                                 | 15:02          | 0                  |
| 27 | Шарлотт Флэр    | SmackDown  | —           | Победительница                             | 15:04          | 4                  |
| 28 | Джулия          | NXT        | 25          | Роксана Перес                              | 10:08          | 1                  |
| 29 | Ная Джакс       | SmackDown  | 28          | Шарлотт Флэр                               | 08:13          | 9                  |
| 30 | Никки Белла     | Зал Славы  | 27          | Наей Джакс                                 | 03:04          | 1                  |